# Etiopatogenia
La Etiopatogenia, de formación etimológica "(  
) + (path(o)- πάθος gr. 'padecimiento' o 'sentimiento') + (géneia- γένεια gr. 'nacimiento', 'proceso de formación')" es el origen o causa del desarrollo de una patología. 
El término Etiopatogénesis (Etiología + Patogénesis) hace referencia a las causas y mecanismos de cómo se produce una enfermedad concreta.
En la historia de la medicina el conocimiento de la patología ha aumentado y se ha enriquecido con las aportaciones de diferentes "mentalidades". Entre ellas encontramos la etiopatogenia, introducida por Koch y Pasteur. Estos consideraban que lo importante en una enfermedad era su causa, afirmando que si podíamos combatir dichas causas la enfermedad no surgiría. Se comienza así a estudiar más en profundidad a los agentes patógenos externos, como son los microorganismos...

## Tipos de enfermedades
Según su etiopatogenia (según la causa y la fisiopatología consecuente) las enfermedades se pueden clasificar en: 
- Enfermedades endógenas (atribuibles a alteración del huésped):

- Genéticas
- Congénitas
- Nutricionales
- Metabólicas
- Degenerativas
- Autoinmunes
- Inflamatorias
- Endocrinas
- Mentales
- Enfermedades exógenas (atribuibles al efecto de la acción directa del agente sobre el huésped):

- Infecciosas
- Parasitarias
- Venéreas
- Tóxicas
- Traumáticas
- Alérgicas
- Iatrógenas
- Enfermedades ambientales (atribuibles a los efectos del ambiente y del agente -en conjunto- sobre el huésped):

- Ambientales
- Profesionales
- Mecanoposturales
- Por causa externa
- Enfermedades de etiología multifactorial:

- Neoplásicas
- Del desarrollo
- Idiopáticas
- Psicosomáticas